# جين موريس
جين موريس (بالإنجليزية: Jené Morris)‏ مواليد 21 يوليو 1987 في سان فرانسيسكو، هي لاعبة كرة سلة أمريكية. بدأت مسيرتها الاحترافية في سنة 2010. تم اختيارها من قبل فريق إنديانا فيفر خلال الدرافت. لعبت مع إنديانا فيفر وتلسا شوك.

## روابط خارجية
- جين موريس على موقع الاتحاد الوطني لكرة السلة النسائية (الإنجليزية)
- جين موريس على موقع كرة السلة الأوروبية.كوم (الإنجليزية)
- جين موريس على موقع كلية كرة السلة في سبورتس رفرنس.كوم (الإنجليزية)
- جين موريس على موقع بروبوليرز (الإنجليزية)
- جين موريس على موقع سبورتس رفرنس (الإنجليزية)